# NGC 1477
NGC 1477 est une galaxie elliptique relativement éloignée et située dans la constellation de l'Éridan. NGC 1477 a été découverte par l'astronome américain Ormond Stone en 1886.

## Caractéristiques
Sa vitesse par rapport au fond diffus cosmologique est de 9 773 ± 50 km/s, ce qui correspond à une distance de Hubble de 144 ± 10 Mpc (∼470 millions d'al).
NGC 1477 est une radiogalaxie à spectre continu (Flat-Spectrum Radio Source).